# Тельнюк-Адамчук Володимир Володимирович
Володимир Володимирович Тельнюк-Адамчук (нар. 4 листопада 1936, село Іскрівка, Якимівський район, Запорізька область — 17 грудня 2003) — український математик і астроном, директор Астрономічної обсерваторії Київського національного університету імені Тараса Шевченка. Брат українського поета, прозаїка і літературного критика Станіслава Тельнюка.

## Біографічні відомості
Народився 4 листопада 1936 року в селі Іскрівці (зняте з обліку 1973 року) Якимівського району Запорізької області в родині агронома (фахівця з оброблення культур каучуконосів) і вчительки. Один з дідів був поляком. Прізвище батька Володимира було Тельнюк-Демірскі-Адамчук. Він був великим оригіналом, мав чотирьох дітей і дав їм різні прізвища. Тому Володимир, його старший брат Станіслав, і сестри — Валентина й Людмила мали різні частини цього прізвища. Старший брат Станіслав став відомим літератором, співініціатором і співзасновником масового політичного об'єднання «Народного руху України за перебудову». Доньки Станіслава, племінниці Володимира — народні артистки України, співачки дуету «Сестри Тельнюк» Леся Репецька та Галина Батьковська.
Після закінчення у 1953 році з відзнакою середньої школи вступив на металургійний факультет Київського політехнічного інституту, який закінчив у 1959 році, здобувши диплом інженера-металурга. Пішов працювати на Новокраматорський машинобудівний завод. Обіймав посади технолога, майстра та старшого інженера у фасонно-ливарному цеху. Через два роки став інженером Центральної заводської лабораторії. У 1962 році Володимир Тельнюк-Адамчук опублікував свою першу наукову статтю «Аналіз роботи вагранки з водяним охолодженням» (у співавторстві з колегами по лабораторії). Вона вийшла в п'ятому номері загальносоюзного журналу «Машиностроение».
Ще під час навчання в інституті, захопився роботами з освоєння космічного простору, які тоді щойно розпочиналися, він вирішив вивчити астрономію, якою цікавився ще з дитинства. У 1959 році Володимир Тельнюк-Адамчук вступає на заочне відділення механіко-математичного факультету Київського університету. У 1962 році, відробивши на заводі три роки, він переїжджає до Києва, де зустрічається з директором Астрономічної обсерваторії Київського університету професором Олександром Федоровичем Богородським. Після співбесіди Володимира Тельнка-Адамчука з вересня 1962 р. зараховують у штат астрометричного відділу обсерваторії, де він активно включається в наукову роботу, паралельно навчаючись в університеті.
Після закінчення університету в 1965 році, Володимир Володимирович починає працювати над кандидатською дисертацією. Він обробляє спостереження біляполярних зір і Поляріссими, які здобув за допомогою меридіанного круга протягом 1876—1894 рр. науковець Київської обсерваторії Василь Іванович Фабріціус. Довелося ретельно перевірити весь масив спостережень, зробити потрібні виправлення, підібрати опорні зорі та доповнити цей масив спостереженнями інших астрономів. Через чотири роки робота була завершена, її результати були опубліковані в монографії «Зведений каталог координат і власних рухів 520 близьких до північного полюса зір у системі РК4». Ця праця лягла в основу його кандидатської дисертації, яка була успішно захищена у листопаді 1970 року на засіданні вченої ради Пулковської обсерваторії.
У 1972 році Володимир Володимирович очолив спеціально створений незадовго до цього відділ, що займався прогнозуванням сонячної активності. Працював в цій царині загалом 14 років. У 1992 р. захистив докторську дисертацію на тему «Зведені каталоги навколополюсних та яскравих зір і зв'язок радіоінтерферометричної та оптичної систем відліку». Ще 14 років Володимир Володимирович працював на посаді директора Астрономічної обсерваторії Київського університету — з 1987 по 2001 рік, після чого був змушений піти з посади керівника цієї установи через граничний (установлений законом) вік для науковців, що перебувають на керівних адміністративних посадах. Проте продовжував працювати в обсерваторії як провідний науковий співробітник астрометричного відділу до самої смерті.
Був серед організаторів Української астрономічної асоціації та довгий час обіймав посаду віце-президента цієї організації, був членом комісії Міжнародної астрономічної спілки і членом Європейського астрономічного товариства.

## Наукова робота
Володимир Володимирович Тельнюк-Адамчук є автором 180 статей і декількох книг, написаних у співавторстві з колегами. Разом зі співробітниками Головної астрономічної обсерваторії НАНУ була започаткована програма створення сучасного астрометричного приладу — Київського аксіального меридіанного кола (МАК).
У складі наукового колективу створив «Російсько-український словник наукової термінології. Математика. Фізика. Техніка. Науки про землю та космос». Спільно з І. А. Климишиним він видав «Шкільний астрономічний довідник»

## Нагороди
Нагороджений медалями «За доблесну працю в ознаменування 100-річчя з дня народження В. І. Леніна», «У пам'ять 1500-річчя Києва», «Ветеран праці», бронзовою медаллю «За досягнення успіхів у розвитку народного господарства СРСР». 15 вересня 1999 року за багаторічну плідну наукову й педагогічну діяльність отримав почесне звання «Заслужений працівник народної освіти України». За роботу з яскравих зір його у 1995 році його нагороджено премією АН України ім. М. П. Барабашова.

## Увічнення пам'яті
На честь Володимира Тельнюка-Адамчука названий астероїд головного поясу 7633 Володимир, відкритий 21 жовтня 1982 року українським астрономом Людмилою Карачкіною.(англ.) Астероїд з попереднім номером — 7632 Станіслав, відкритий нею ж за день до цього, отримав ім'я брата Володимира Тельнюка-Адамчука — Станіслава.(англ.)